# Fiodor Svetchkov
Fiodor Aleksandrovitch Svetchkov - en russe : Федор Александрович Свечков et en anglais : Fyodor Svechkov - (né le 5 avril 2003 à Togliatti dans l'oblast de Samara) est un joueur professionnel russe de hockey sur glace. Il évolue au poste d'attaquant.

## Biographie

### Carrière en club
Formé au Lada Togliatti, il commence sa carrière junior dans la MHL lors de la saison 2019-2020. En 2020-2021, il dispute ses premiers matchs en senior avec le Lada dans la VHL, le deuxième échelon russe. À l'issue de la saison, il signe au SKA Saint-Pétersbourg dans la KHL. Il est choisi au premier tour, en dix-neuvième position par les Predators de Nashville lors du repêchage d'entrée dans la LNH 2021. Il remporte la Coupe Kharlamov 2022 avec le SKA-1946. Le 31 juillet 2022, il est l'un des neuf joueurs échangé au HK Spartak Moscou en retour d'Aleksandr Nikichine. Il remporte la Coupe Petrov 2023 avec le Khimik Voskressensk. En 2023, il part en Amérique du Nord et est assigné aux Admirals de Milwaukee, club-école des Predators dans la Ligue américaine de hockey. Le 23 novembre 2024, il joue son premier match dans la Ligue nationale de hockey avec les Predators face aux Jets de Winnipeg. Le 30 novembre 2024, il marque son premier but dans la LNH face au Wild du Minnesota.

### Carrière internationale
Il représente la Russie au niveau international. Il prend part aux sélections jeunes. Il honore sa première sélection avec l'équipe nationale senior le 11 novembre 2021 face à la Finlande lors d'un match de la Coupe Karjala.

## Statistiques

### En club
| Saison    | Équipe                 | Ligue |                   | Saison régulière  | Saison régulière  | Saison régulière  | Saison régulière  | Saison régulière |   | Séries éliminatoires | Séries éliminatoires | Séries éliminatoires | Séries éliminatoires | Séries éliminatoires |
| Saison    | Équipe                 | Ligue | PJ                | B                 | A                 | Pts               | Pun               | PJ               | B | A                    | Pts                  | Pun                  |                      |                      |
| 2019-2020 | Ladia Togliatti        | MHL   | 24                | 4                 | 2                 | 6                 | 6                 | -                | - | -                    | -                    | -                    |                      |                      |
| 2020-2021 | Lada Togliatti         | VHL   | 38                | 5                 | 10                | 15                | 6                 | -                | - | -                    | -                    | -                    |                      |                      |
| 2020-2021 | Ladia Togliatti        | MHL   | 15                | 4                 | 11                | 15                | 35                | -                | - | -                    | -                    | -                    |                      |                      |
| 2021-2022 | SKA Saint-Pétersbourg  | KHL   | 4                 | 0                 | 0                 | 0                 | 0                 | -                | - | -                    | -                    | -                    |                      |                      |
| 2021-2022 | SKA-Neva               | VHL   | 30                | 9                 | 22                | 31                | 12                | 13               | 3 | 3                    | 6                    | 4                    |                      |                      |
| 2021-2022 | SKA-1946               | MHL   | 4                 | 0                 | 8                 | 8                 | 0                 | 7                | 3 | 2                    | 5                    | 0                    |                      |                      |
| 2022-2023 | MHK Spartak            | MHL   | 5                 | 4                 | 4                 | 8                 | 0                 | 7                | 1 | 3                    | 4                    | 2                    |                      |                      |
| 2022-2023 | HK Spartak Moscou      | KHL   | 22                | 2                 | 2                 | 4                 | 5                 | -                | - | -                    | -                    | -                    |                      |                      |
| 2022-2023 | Khimik Voskressensk    | VHL   | 14                | 1                 | 6                 | 7                 | 0                 | 9                | 5 | 2                    | 7                    | 6                    |                      |                      |
| 2023-2024 | Admirals de Milwaukee  | LAH   | 57                | 16                | 23                | 39                | 18                | 15               | 6 | 6                    | 12                   | 4                    |                      |                      |
| 2024-2025 | Admirals de Milwaukee  | LAH   | Saison en cours ? | Saison en cours ? | Saison en cours ? | Saison en cours ? | Saison en cours ? |                  |   |                      |                      |                      |                      |                      |
| 2024-2025 | Predators de Nashville | LNH   | Saison en cours ? | Saison en cours ? | Saison en cours ? | Saison en cours ? | Saison en cours ? |                  |   |                      |                      |                      |                      |                      |

### En équipe nationale
| Année | Compétition                          |   | PJ | B | A  | Pts | Pun | +/-               |  | Résultat |
| 2021  | Championnat du monde moins de 18 ans | 7 | 4  | 6 | 10 | 4   | +4  | Médaille d'argent |  |          |